# Friedrich Adolph Roemer
Friedrich Adolph Roemer (15 de abril de 1809 - 25 de noviembre de 1869) fue un geólogo alemán, nacido en Hildesheim, en el Reino de Westfalia.
Su padre era un abogado y consejero de la alta corte de justicia. En 1845 fue nombrado profesor de mineralogía y geología en Clausthal, y en 1862 director de la "Escuela de Minas". Describió por primera vez los estratos del Cretáceo y del Jurásico germanos, y elaborando obras como Die Versteinerungen des Norddeutschen Oolith-Gebirges ( Los fósiles de las montañas del norte de Alemania ) (1836-39), Die Versteinerungen des Norddeutschen Kreidegebirges (1840-41) and Die Versteinerungen des Harzgebirges (1843). Falleció en Clausthal.
Su hermano más joven, Carl Ferdinand von Roemer, también fue geólogo.
- La abreviatura «A.Roem.» se emplea para indicar a Friedrich Adolph Roemer como autoridad en la descripción y clasificación científica de los vegetales.[1]